# Mahindra XUV 3XO
Mahindra XUV 3XO — субкомпактный кроссовер, выпускающийся с 2024 года индийским автопроизводителем Mahindra & Mahindra. Он основан на платформе KGM Tivoli (X100) и продаётся с 29 апреля 2024 года на индийском рынке. XUV 3XO является фейслифтингом XUV 300.

## Описание
Впервые Mahindra XUV 3XO был представлен в апреле 2024 года как модернизированная версия Mahindra XUV 300. Вместимость автомобиля составляет 5 пассажиров, объём багажника — 364 литра, а объём топливного бака — 42 литра. Автомобиль имеет запасное колесо, переднюю подвеску Макферсона со стабилизатором поперечной устойчивости и заднюю подвеску с торсионной балкой и винтовыми пружинами. Радиус поворота составляет 5,3 метра.
XUV 3XO выпускается в нескольких вариантах: MX (MX1, MX2, MX2 Pro, MX3 и MX3 Pro) и AX (AX5, AX5 Luxury, AX7 и AX7 Luxury). AX7 — топовый вариант — оснащён панорамным люком на крыше, расширенными информационно-развлекательными опциями и полным набором функций безопасности, включая ADAS.
Mahindra XUV 3XO оснащается тремя двигателями: двумя 1,2-литровыми бензиновыми трёхцилиндровыми двигателями с турбонаддувом или 1,5-литровым турбодизельным четырёхцилиндровым двигателем. Базовый 1,2-литровый трёхцилиндровый бензиновый двигатель развивает мощность 82 кВт (110 л. с.) и крутящий момент 200 Н⋅м, в то время как бензиновый двигатель с непосредственным впрыском и интеркулером развивает мощность 96 кВт (129 л. с.) и крутящий момент 230 Н⋅м. Дизельный двигатель, в свою очередь, имеет систему Common Rail и развивает мощность 85,8 кВт (115,1 л. с.) и крутящий момент 300 Н⋅м. Бензиновые двигатели сочетаются в паре с шестиступенчатой механической трансмиссией или с шестиступенчатой автоматической трансмиссией Aisin, в то время как дизельный двигатель сочетается в паре с шестиступенчатой механической трансмиссией или с шестиступенчатой автоматизированной трансмиссией «AutoSHIFT+».

## Технические характеристики
| Двигатель                                          | Топливо    | Мощность                               | Крутящий момент              | Расход топлива (МКПП/АКПП)        |
| -------------------------------------------------- | ---------- | -------------------------------------- | ---------------------------- | --------------------------------- |
| mStallion, 1,2 л, TCMPFi, 3 цилиндра               | Бензиновое | 82 кВт (110 л. с.) при 5000 об/мин     | 200 Н⋅м при 1500—3500 об/мин | 5,29 л на 100 км/5,57 л на 100 км |
| mStallion, 1,2 л, TGDi, 3 цилиндра, с интеркулером | Бензиновое | 96 кВт (129 л. с.) при 5000 об/мин     | 230 Н⋅м при 1500—3750 об/мин | 5,0 л на 100 км/5,5 л на 100 км   |
| 4D15, 1,5 л, CRDe, 4 цилиндра                      | Дизельное  | 85,8 кВт (115,1 л. с.) при 3750 об/мин | 300 Н⋅м при 1500—2500 об/мин | 4,9 л на 100 км/4,7 л на 100 км   |